# Емилия Лепида (дъщеря на Павел Емилий Лепид)
Емилия Лепида (на латински: Aemilia Lepida; * 22 пр.н.е.) e дъщеря на Павел Емилий Лепид (или Луций Емилий Лепид Павел) и Корнелия Сципиона, която е дъщеря на Публий Корнелий Сципион Салвито и Скрибония (втората жена на Октавиан Август и правнучка на Помпей Велики и Луций Корнелий Сула). Майка ѝ е по-малка сестра на Публий Корнелий Сципион Младши (консул 16 пр.н.е.) и полусестра на Юлия Стара, единственото родно дете на Август.
Емилия е внучка по бащина линия на Луций Емилий Павел (консул 50 пр.н.е.), който е брат на триумвир Марк Емилий Лепид (консул 46 пр.н.е.). Роднина е на Лепид Младши. Нейните братя са Луций Емилий Павел (консул 1 г.) и Марк Емилий Лепид (консул 6 г.).
Майка ѝ Корнелия Сципиона умира през 16 пр.н.е. Баща ѝ се жени за Клавдия Марцела Млада (племенница на император Август) и Емилия става полусестра на Павел Емилий Регил.
Емилия е леля на Емилия Лепида (годеницата на по-късния император Клавдий) и на Емилия Лепида (съпругата на Друз Цезар).
Баща ѝ довършва като суфектконсул 34 пр.н.е. строежа на Базилика Емилия и е последният цензор през 22 пр.н.е. Той умира 14 пр.н.е. или 13 пр.н.е., когато Емилия е още много малка.
Няма сведения дали се е омъжила.